# Château de Saint-Romain-sous-Versigny
Le château de Saint-Romain-sous-Versigny est situé sur la commune de Saint-Romain-sous-Versigny en Saône-et-Loire, à flanc de pente.

## Description
C'est un bâtiment de plan rectangulaire à un étage carré et un étage de comble, flanqué vers le nord de deux courtes ailes en retour d'équerre et de deux petits pavillons à un seul niveau. Le corps central et les ailes sont couverts de toits brisés en ardoise, percés de lucarnes à pignon découvert, les pavillons de terrasses à balustrade. Au centre de façade nord, un avant-corps peu saillant d'une travée est souligné par deux chaînes en bossage en table. Un bandeau règne au niveau de sol de l'étage. La façade sud est animée par un avant-corps à trois pans.
Le château, propriété privée, ne se visite pas.

## Historique
- XVIIIe siècle : la terre appartient à la famille Maublanc de Chiseuil
- 1813 : François de Maublanc de Chiseuil est fait baron d'Empire
- 1850 : un château est bâti
- seconde moitié du XIXe siècle : la propriété est vendue et passe entre les mains de divers propriétaires avant d'être acquise par la famille de Maigret
- 1900 : des dépendances sont aménagées, modifiées ou augmentées au nord du parc
- 1910 : deux ailes sont ajoutées de part et d'autre du corps central et la propriété est close d'un mur et d'un fossé en saut-de-loup

Rénovation complète du domaine en cours

## Héraldique
- Maublanc de Chiseuil : De contre-hermine
- Maigret : D'azur, à la fasce d'or, accompagnée de trois coquilles du même, brochant sur un écu écartelé : au 1, d'or, à l'aigle à deux têtes éployée de sable, languée de gueules ; au 2, d'or, au lion de sable, lampassé de gueules ; au 3, d'argent, au lion de gueules ; au 4, de gueules, à la croix de Bourgogne d'argent